# K-PAX
K-PAX (bra: K-PAX - O Caminho da Luz; prt: K-Pax - Um Homem do Outro Mundo) é um filme teuto-estadunidense e  de 2001, dos gêneros drama e ficção científica, dirigido por Iain Softley, com roteiro de Charles Leavitt baseado no romance de 1995 K-Pax, de Gene Brewer.

## Sinopse
Prot, paciente de um hospital psiquiátrico, alega ser oriundo de um longínquo planeta bem mais evoluído que a Terra: K-Pax. Seu psiquiatra, à medida que busca o tratamento adequado, vai percebendo estranhos acontecimentos que põem em dúvida o diagnóstico inicial de doente mental.

## Elenco
- Kevin Spacey como Prot/Robert Porter
- Jeff Bridges como Dr. Mark Powell
- Mary McCormack como Rachel Powell
- Alfre Woodard como Dra. Claudia Villars
- David Patrick Kelly como Howie
- Saul Williams como Ernie
- Peter Gerety como Sal
- Celia Weston como Doris Archer
- Ajay Naidu como Dr. Chakraborty
- Tracy Vilar como Maria
- Melanee Murray como Bess
- John Toles-Bey como Russell
- Kimberly Scott como Joyce Trexler
- Conchata Ferrell como Betty McAllister
- Vincent Laresca como Navarro
- Brian Howe como Dr. Steven Becker
- William Lucking como xerife
- Norman Alden como homem balbuciante
- Aaron Paul como Michael Powell

## Recepção
K-PAX recebeu críticas mistas dos críticos de cinema. No Rotten Tomatoes, tem uma taxa de aprovação de 42%, com base em 141 comentários, com uma classificação média de 5.11/10. O consenso do site afirma: "Para aqueles que viram One Flew Over the Cuckoo's Nest ou Starman, K-PAX pode não conter nada de novo. O filme funciona melhor como uma vitrine para Kevin Spacey e Jeff Bridges." O filme tem uma pontuação de 49/100 no Metacritic, com base em 31 críticas, indicando "críticas mistas ou médias".
Roger Ebert escreveu no Chicago Sun-Times: "Admirei como o filme nos atormentou com possibilidades e permitiu que o médico e o paciente conversassem com sensatez, embora estranhamente, sobre a diferença entre o delirante e o que é simplesmente muito improvável." A. O. Scott, escreveu no The New York Times: "K-PAX é um exercício árduo e sério de elevação pseudo-espiritual, reciclando besteiras românticas sobre vida extraterrestre e doenças mentais com sinceridade de olhos arregalados." Para a Variety, Robert Koehler escreveu "'K-PAX' emite muita luz, mas gera pouco calor em um drama que aspira a temas cósmicos, mas termina com homilias simples e reconfortantes." Claudia Puig, do USA Today, escreveu "Além de estar sobrecarregada com o pior título do ano...este filme equivocado está acorrentado por seu próprio senso de importância exagerado e seriedade nebulosa."

## Bilheteria
K-PAX arrecadou US$17.5 milhões e ficou em primeiro lugar no fim de semana de estreia, à frente do filme Thirteen Ghosts da Warner Bros. O filme foi uma decepção de bilheteria, arrecadando apenas $65.001.485 em todo o mundo com um orçamento de $68 milhões, incluindo $50.338.485 na América do Norte e $14.663.000 internacionalmente.

## Processo de plágio
O diretor argentino Eliseo Subiela afirmou que K-Pax plagiou seu filme de 1986, Hombre mirando al sudeste. Ele disse "é uma cópia, mas de boa qualidade". Posteriormente, Gene Brewer e outros ligados ao K-PAX foram processados em novembro de 2001. A reclamação foi retirada porque o julgamento se estendeu ao longo do tempo e Subiela não tinha fundos suficientes para continuar o litígio. Subiela afirmou até sua morte no final de 2016 que seu filme foi plagiado pelos criadores de K-PAX. Brewer posteriormente lançou um livro de memórias explorando sua inspiração para os livros, intitulado Creating K-PAX or Are You Sure You Want to Be a Writer?